# Blohm & Voss BV 40
Dimensions
Dimensions
Le Blohm & Voss BV 40 fut un prototype de planeur intercepteur testé par l'Allemagne pendant la Seconde Guerre mondiale.

## Conception
Dans son concept, le BV 40 fut une idée originale parmi les projets de la Luftwaffe pendant la Seconde Guerre mondiale. Contrairement à la majorité des projets ultérieurs, le BV 40 a même volé, bien qu'il ne fût pas produit en série. Le BV 40 était un planeur conçu pour piquer à grande vitesse et ainsi descendre les bombardiers au cours d'une seule passe.
Le BV 40 fut conçu pour résoudre un problème majeur dans la Luftwaffe, l'insuffisance de pilotes entraînés. Construit majoritairement en bois, Le BV 40 était un planeur puissamment armé et pouvait puiser dans un vivier de personnels formés à la pratique du vol à voile, sport très populaire dans l'Allemagne de l'avant comme de l'après guerre. Il était équipé d'une paire de canons MK 108 de 30 mm, mais ne pouvait emporter que 35 obus par canon. Il devait être remorqué par un Messerschmitt Bf 109G jusqu'à 10 000 mètres et pouvait mener une attaque sur une formation de bombardiers avant de se poser en planant. Son premier vol a eu lieu en mai 1944, après 30 000 heures d'étude et 10 mois de développement. Le projet a été abandonné à la fin de cette même année.

## Variante
Il n'existe qu'une seule variante le Blohm & Voss BV 40A : Modèle de production prévu du BV 40. Le programme a été stoppé au stade du prototype, aucun appareil de cette variante ne sortit des chaînes de production.

## Autres caractéristiques
Un homme pilotait l'appareil à une vitesse de croisière de 145 km/h et, pour atterrir, la vitesse devait être de moins de 125 km/h. La charge alaire supportée était de 109 kg/m2.
Le poste de pilotage était constitué d'une « baignoire » blindée qui pouvait être séparée du reste du fuselage afin de permettre l'évacuation en vol de l'appareil. Le pilote était allongé sur le ventre. Un chariot largable permettait le roulage au décollage et un patin s'abaissait pour l'atterrissage.
Le planeur est équipé de deux canons Rheinmetall-Borsig MK 108 de 30 mm avec 35 obus chacun.